# Tysslinge landskommun
Tysslinge landskommun var en tidigare kommun i Örebro län.

## Administrativ historik
Den bildades i Tysslinge socken i Örebro härad i Närke då 1862 års kommunalförordningar trädde i kraft. 
Vid kommunreformen 1952 bildade den storkommunen Tysslinge, då förutvarande Gräve landskommun och Vintrosa landskommun gick upp kommunen.
1 januari 1961 överfördes den obebodda fastigheten Höjen omfattande en areal av 0,01 km², varav allt land, från Tysslinge landskommun och Vintrosa församling till Lekebergs landskommun och Hidinge församling. Samma datum överfördes till Tysslinge landskommun och församling ett obebott område (stadsägoområdet nummer 512) omfattande en areal av 0,02 km², varav allt land, från Örebro stad och Längbro församling.
1 januari 1962 överfördes ett obebott område (fastigheten Backetomta 1:2) omfattande en areal av 0,37 km² land från Tysslinge landskommun och Vintrosa församling till Lekebergs landskommun och Hidinge församling.
Sedan Kommunreformen 1971 ingår området i Örebro kommun.
Kommunkoden 1952-1970 var 1802.

### Kyrklig tillhörighet
I kyrkligt hänseende tillhörde landskommunen Tysslinge församling. Den 1 januari 1952 tillkom församlingarna Gräve och Vintrosa. Sedan 2002 omfattar Tysslinge församling samma område som Tysslinge landskommun efter 1952.

## Geografi
Tysslinge landskommun omfattade den 1 januari 1952 en areal av 188,34 km², varav 176,83 km² land. Efter nymätningar och arealberäkningar färdiga den 1 januari 1960 omfattade landskommunen den 1 januari 1961 en areal av 188,99 km², varav 179,34 km² land.

### Tätorter i kommunen 1960
| Tätort      | Folkmängd |
| ----------- | --------- |
| Garphyttan  | 925a      |
| Vintrosa    | 442b      |
| Latorpsbruk | 340c      |
| Lannabrukd  | 74e       |

Tätortsgraden i kommunen var den 1 november 1960 49,3 procent.

## Politik

### Mandatfördelning i valen 1938-1966
| 16 | 2 | 4 | 3 |

| 25 |

| 17 | 5 | 3 |

| 23 |

| 16 | 3 | 4 | 2 |

| 23 |

| 21 | 7 | 7 |

| 34 |

| 21 | 5 | 6 | 3 |

| 33 |

| 19 | 7 | 5 | 4 |

| 32 |

| 20 | 7 | 5 | 3 |

| 31 |

| 19 | 8 | 5 | 3 |

| 30 | 5 |